# Międzynarodowa Federacja Pétanque i Gry Prowansalskiej
Międzynarodowa Federacja Pétanque i Gry Prowansalskiej, FIPJP (fr. Fédération Internationale de Pétanque et Jeu Provençal) – związek sportowy powstały 8 marca 1958 r. w Marsylii. W Federacji zrzeszonych jest 88 państw, w tym także Polska Federacja Pétanque, która zrzeszona w FIPJP jest od roku 2003. Pod patronatem FIPJP organizowane są m.in. Mistrzostwa Świata i Europy w pétanque.

## Tworzenie FIPJP[2]
Fundamentów powstania FIPJP należy szukać już w 1957 roku podczas międzynarodowego turnieju w Spa w Belgii. W zawodach uczestnicy reprezentowali aż 6 państw: Belgia, Francja, Maroko, Monako, Szwajcaria i Tunezja. Podczas turnieju doszło do negocjacji, które wdrążone zostały zaledwie pięć miesięcy później. 8 marca 1958 – dodatkowo przy udziale Hiszpanii – utworzono Międzynarodową Federację Pétanque i Gry Prowansalskiej (FIPJP).
Rok później rozegrane zostały pierwsze Mistrzostwa Świata w Spa.

W latach 1967–1970 aż cztery Mistrzostwa Świata nie zostały rozgrywane z powodu wewnętrznych problemów kilku federacji. Francja, która miała również w tym czasie problemy, wycofała się z pracy w federacji w 1964 roku. Dwa lata później, brak chętnych do pomocy i pracy spowodował "uśpienie" FIPJP na kilka lat.

W 1969 roku Francji udało się uporać z wewnętrznymi problemami. Postanowili na nowo ożywić FIPJP, co udało się już w następnym roku, 1970 roku w Marsylii. Od tego czasu mistrzostwa świata odbywały się bez zakłóceń.

## Mistrzostwa[3]
Międzynarodowa Federacja Pétanque i Gry Prowansalskiej, FIPJP jest patronatem rozgrywanych Mistrzostw Świata Seniorów, które początkowo rozgrywane były co rok, lecz ze względu na zwiększającą się liczbę chętnych, światowa federacja postanowiła, aby rozgrywać Mistrzostwa Świata na przemiennie z Mistrzostwami Kontynentalnymi. Mistrzostwa Europy oraz inne Mistrzostwa Kontynentalne są eliminacją do Mistrzostw Świata w przyszłym sezonie.

Od 1988 roku rozgrywane są Mistrzostw Świata Kobiet, a od 1987 Juniorów. Dodatkowo FIPJP wprowadziła od 2000 roku dodatkową konkurencję – strzał precyzyjny, która ma na celu przyciągniecie widza. Jest to konkurencja pozwalająca na sprawdzenie formy strzelca.

## Komitet Wykonawczy[4]
Komitet aktualnie składa się z 16 osoób. Aktualnie prezesem Federacji jest Claude Azéma.
- Prezes – Azema Claude Francja
- Viceprezes – Lamlert Suphonnarth Tajlandia
- Viceprezes – Aurouze Bernard Kanada
- Sekretarz Generalny – Thedevuide Céline Francja
- Skarbnik – Signaire Michel Francja
- Arbitrażowy Komisji, statutów i regulaminów – Laurens Yvon
- Komisja Medyczna – Cervetti Jean Pierre Francja
- Szkolenia i Komisja Techniczna – Nataf Victor
- Informacje o komisji – Stirmel Claude
- Mamino Claudio Włochy
- Buchert Lotte Dania
- Pintus Stephane Monako
- Dohnala Karel Czechy
- Turkmenistanu Mutlu Turcja
- Eddhif Lassaâd Tunezja
- Borre Reinold Belgia